# Sh2-20
Sh2-20 (également connue sous le nom de RCW 141) est une nébuleuse en émission visible dans la constellation du Sagittaire.
Elle est située sur le bord ouest de la constellation, à une très courte distance du centre galactique. Elle s'étend pendant environ 10 minutes d'arc dans une région fortement obscurcie par la poussière interstellaire, en bordure d'un riche champ d'étoiles. La période la plus propice à son observation dans le ciel du soir se situe entre juin et novembre. Étant dans des déclinaisons modérément méridionales, son observation est facilitée par l'hémisphère sud.
Sh2-20 est une région H II située sur le bord extérieur du bras du Sagittaire à une distance estimée d'environ 1 500 pc (∼4 890 al) du Soleil. Il n'y a pas d'étoiles connues responsables de son ionisation. A l'intérieur, il y aurait des phénomènes actifs de formation d'étoiles, compte tenu de la présence de certaines sources de rayonnement infrarouge, parmi lesquelles IRAS 17439-2845, et de certaines sources visibles sur la longueur d'onde des micro-ondes. Parmi ces derniers, la source 0.315-00.201 se distingue, coïncidant avec un maser CH3OH,. Le nuage serait également associé à deux jeunes amas infrarouges, identifiés par les abréviations [DB2000] 5 et [DB2000] 6, et la source d'ondes radio Seiradakis 36.
Sh2-20 apparaît en relation avec d'autres régions H II proches, telles que Sh2-15, Sh2-16, Sh2-17, Sh2-18 et Sh2-19, toutes situées à environ 1 500 pc (∼4 890 al) avec l'amas ouvert Cr 347. Ces nébuleuses constitueraient donc une seule grande région de formation d'étoiles située sur le bord extérieur du bras du Sagittaire. Par un effet de perspective, depuis la Terre cette région apparaît exactement superposée à la direction du centre galactique.